# Pascal Mourgue
Pascal Mourgue (Neuilly, 1943 – 6 dicembre 2014) è stato un designer francese.